# Región del Noroeste Argentino

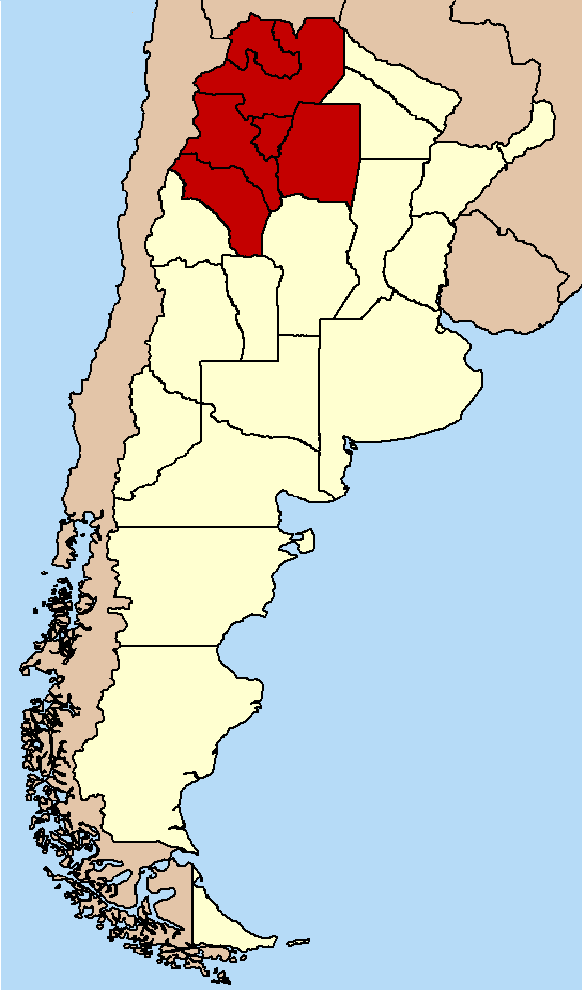
Mapa de la región con la Provincia de la Rioja incluida.

La Región del Noroeste Argentino es una de las dos subdivisiones administrativas que integran la Región del Norte Grande Argentino, siendo la otra la del Noreste Argentino, por lo tanto, en la práctica es una subregión de otra mayor. Es una entidad o circunscripción política, y se relaciona con la región histórico-geográfica del Noroeste argentino (NOA) que incluye a la provincia de La Rioja.

## Historia
Fue creada el 9 de abril de 1999, a los efectos de lograr un sistema efectivo de consenso, integración regional, y acción conjunta entre las provincias argentinas firmantes, usando como base al artículo 124 de la Constitución Nacional:
Artículo 124.- «Las provincias podrán crear regiones para el desarrollo económico y social y establecer órganos con facultades para el cumplimiento de sus fines y podrán también celebrar convenios internacionales en tanto no sean incompatibles con la política exterior de la Nación y no afecten las facultades delegadas al Gobierno Federal o el crédito público de la Nación; con conocimiento del Congreso Nacional.».
El Consejo Regional del Norte Grande es el máximo ente de gobierno regional, integrado por la Asamblea de Gobernadores, la Junta Ejecutiva y el Comité Coordinador. Este último, está constituido por un representante de la región NOA y otro representante de la región NEA, ambos son además miembros de la Junta Ejecutiva. La Comisión Ejecutiva Interministerial de Integración Regional coordina el proceso de integración a partir de las directivas de los órganos superiores antes mencionados.
Este tratado fue siendo reemplazado por otras instituciones regionales como el Parlamento del NOA.

Fue la primera región del país colonizada por los españoles, siendo más antigua y, tal vez, la que tiene mayor riqueza histórica. Aquí se fundó la primera ciudad del territorio argentino: Santiago del Estero, en 1533, De ella surgieron las corrientes que fundaron las principales ciudades de esta región.

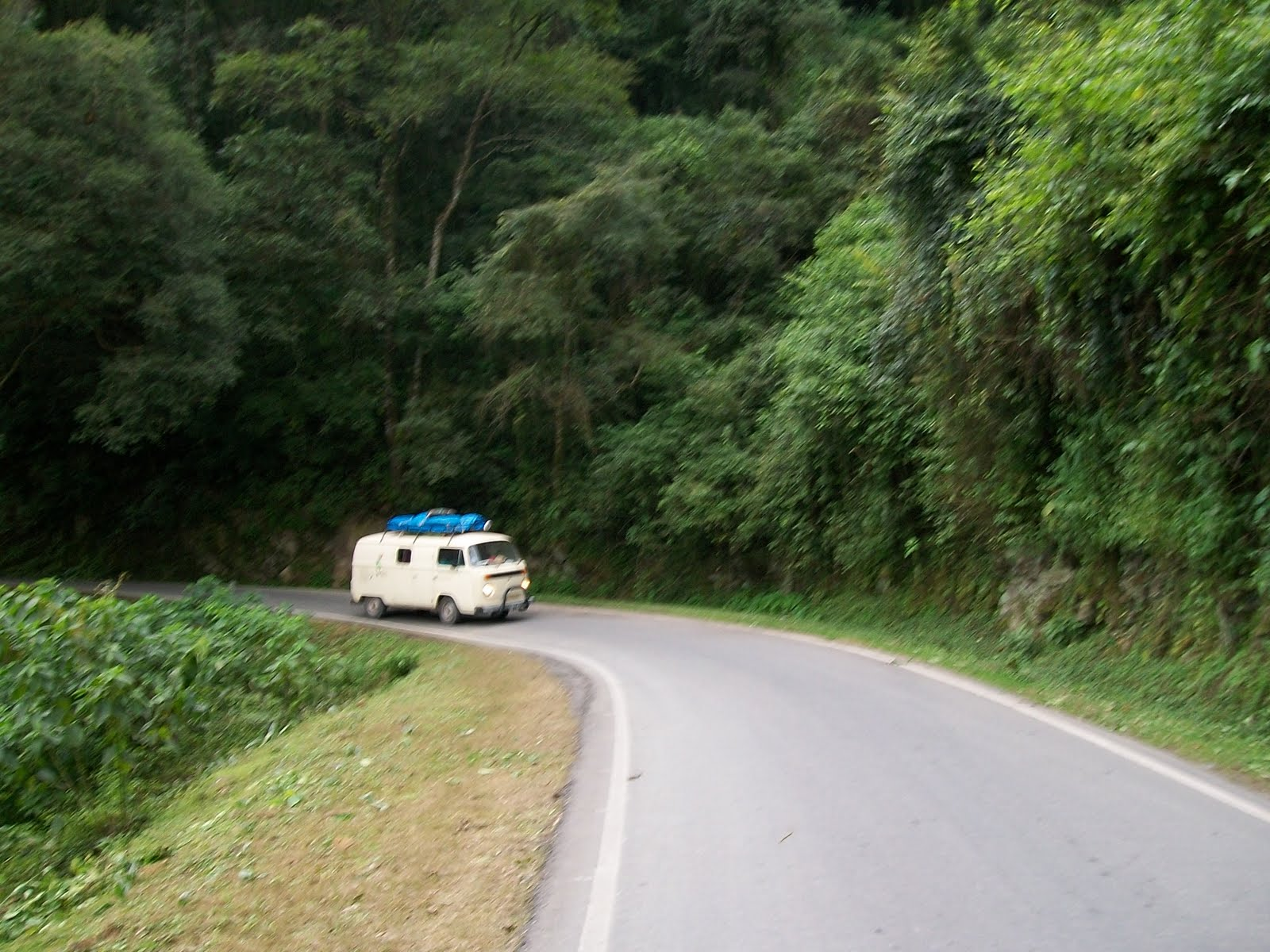
Camino a Villa Nougués y cerro San Javier, Tucumán.

## Provincias que componen la Región del Noroeste Argentino
- Catamarca
- Jujuy
- Tucumán
- Salta
- Santiago del Estero
- La Rioja por un tiempo se consideró una provincia cuyana en lugar del Noroeste y la situación de ésta fue ambigua respecto a qué región integraba hasta 2012.

## Características de estas provincias
| Provincia           | CPA | Pob. (2022) | Sup. (km²) | Densidad (hab/km²) | Capital                             | Bandera |
| ------------------- | --- | ----------- | ---------- | ------------------ | ----------------------------------- | ------- |
| Tucumán             | T   | 1 713 820   | 22 524     | 67,1               | San Miguel de Tucumán               |         |
| Salta               | A   | 1 414 351   | 155 488    | 8,5                | Salta                               |         |
| Santiago del Estero | G   | 1 060 906   | 136 351    | 6,5                | Santiago del Estero                 |         |
| Jujuy               | Y   | 811 611     | 53 219     | 13.1               | San Salvador de Jujuy               |         |
| Catamarca           | K   | 429 562     | 102 602    | 3,9                | San Fernando del Valle de Catamarca |         |
| La Rioja            | F   | 383 865     | 89.680     | 4.3                | La Rioja                            |         |
| Total NOA           | -   | 5 832 115   | 559 864    | 9,32               | -                                   | -       |